# 我如古梨乃
我如古 梨乃（がねこ りの、1992年9月11日 - ）は、元福島テレビのアナウンサー。元NHK沖縄放送局キャスター。

## 人物
趣味は好きなアーティストの音楽を聴くこと、映画鑑賞、ストレッチ。
アナウンサーになったきっかけは、様々なジャンルの人々に取材やインタビューを通して接することができるアナウンサーの仕事は素敵だな、色んな刺激をもらえそう、と思ったことから。
現在は「JTA」のキャビンアテンダントに転職して勤務している。

## 過去の出演番組

### NHK沖縄放送局時代
- 沖縄ちゅらTV[1]

### 福島テレビ
- テレポートプラス（2019年4月 - 2024年3月）
- サタふく（2019年4月 - 2024年3月）
- FTVニュース（不定期）
- アルピーの福島あるある認定委員会（2022年4月 - 2024年3月）（月1回放送）
- 日本のチカラ（2023年2月・ナレーター）福島テレビ制作分（テレビ朝日ほか民教協加盟33局ネット）